# Juan Curuchet
Juan Curuchet, född den 4 februari 1965 i Mar del Plata, Argentina, är en argentinsk tävlingscyklist som tog guld i madisonloppet vid olympiska sommarspelen 2008 i Peking tillsammans med Walter Pérez.